# Tolu Arokodare
Toluwalase "Tolu" Emmanuel Arokodare (Lagos, 23 de noviembre de 2000) es un futbolista nigeriano que juega de delantero en el K. R. C. Genk de la Primera División de Bélgica.

## Trayectoria
Durante su juventud en Nigeria, jugó en la Kash Academy y en la Flying Sports Academy de Festac, así como en el Segun Odegbami. International College and Sports Academy. Más tarde se incorporó a la academia Box2Box FC en Surulere, Lagos, y realizó pruebas con los clubes europeos S. C. Friburgo y Toulouse F. C. Luego se unió al Valmiera F. C. en junio de 2019. En septiembre de 2020 fue cedido al F. C. Colonia para la temporada 2020-21. Debutó como profesional con el Colonia en la Bundesliga el 26 de septiembre de 2020, entrando como suplente en el minuto 76 por Sebastian Andersson en el partido fuera de casa contra el Arminia Bielefeld, que acabó con derrota por 1-0. El 28 de junio de 2021 fichó por el Amiens S. C. de la Ligue 2 en calidad de cedido por dos años con opción de compra.
El 31 de enero de 2023 firmó un contrato permanente con el K. R. C. Genk de la Primera División de Bélgica por cuatro años y medio, marcando en su debut como suplente contra el K. A. A. Gante en una victoria a domicilio por 3-2.

## Vida personal
Nació en Lagos, Nigeria.

## Estadísticas

### Clubes
Actualizado al último partido disputado el 8 de febrero de 2025.
| Club                     | Div.          | Temporada     | Liga  | Liga  | Liga   | Copas nacionales | Copas nacionales | Copas nacionales | Copas internacionales | Copas internacionales | Copas internacionales | Total | Total | Total  |
| Club                     | Div.          | Temporada     | Part. | Goles | Asist. | Part.            | Goles            | Asist.           | Part.                 | Goles                 | Asist.                | Part. | Goles | Asist. |
| ------------------------ | ------------- | ------------- | ----- | ----- | ------ | ---------------- | ---------------- | ---------------- | --------------------- | --------------------- | --------------------- | ----- | ----- | ------ |
| Valmiera F. C. Letonia   | 1.ª           | 2019          | 16    | 7     | 0      | 1                | 0                | 0                | ―                     | ―                     | ―                     | 17    | 7     | 0      |
| Valmiera F. C. Letonia   | 1.ª           | 2020          | 16    | 15    | 0      | ―                | ―                | ―                | 1                     | 0                     | 0                     | 17    | 15    | 0      |
| Valmiera F. C. Letonia   | Total club    | Total club    | 32    | 22    | 0      | 1                | 0                | 0                | 1                     | 0                     | 0                     | 34    | 22    | 0      |
| F. C. Colonia · Alemania | 1.ª           | 2020-21       | 10    | 0     | 0      | 1                | 0                | 0                | ―                     | ―                     | ―                     | 11    | 0     | 0      |
| F. C. Colonia · Alemania | Total club    | Total club    | 10    | 0     | 0      | 1                | 0                | 0                | 0                     | 0                     | 0                     | 11    | 0     | 0      |
| Amiens S. C. Francia     | 2.ª           | 2021-22       | 35    | 8     | 2      | 5                | 5                | 0                | ―                     | ―                     | ―                     | 40    | 13    | 2      |
| Amiens S. C. Francia     | 2.ª           | 2022-23       | 20    | 6     | 0      | 3                | 2                | 0                | ―                     | ―                     | ―                     | 23    | 8     | 0      |
| Amiens S. C. Francia     | Total club    | Total club    | 55    | 14    | 2      | 8                | 7                | 0                | 0                     | 0                     | 0                     | 63    | 21    | 2      |
| K. R. C. Genk · Bélgica  | 1.ª           | 2022-23       | 11    | 2     | 2      | —                | —                | —                | ―                     | ―                     | ―                     | 11    | 2     | 2      |
| K. R. C. Genk · Bélgica  | 1.ª           | 2023-24       | 40    | 12    | 2      | 1                | 0                | 0                | 11                    | 3                     | 0                     | 52    | 15    | 2      |
| K. R. C. Genk · Bélgica  | 1.ª           | 2024-25       | 25    | 14    | 5      | 5                | 2                | 1                | —                     | —                     | —                     | 30    | 16    | 6      |
| K. R. C. Genk · Bélgica  | Total club    | Total club    | 76    | 28    | 9      | 1                | 0                | 0                | 16                    | 5                     | 1                     | 93    | 33    | 10     |
| Total carrera            | Total carrera | Total carrera | 173   | 64    | 11     | 11               | 7                | 0                | 17                    | 5                     | 1                     | 201   | 76    | 12     |